# Hyloxalus pinguis
Espèce
Synonymes
- Colostethus pinguis Rivero & Granados Diaz, 1990

Statut de conservation UICN

 EN  : En danger
Hyloxalus pinguis est une espèce d'amphibiens de la famille des Dendrobatidae.

## Répartition
Cette espèce est endémique du département de Cauca en Colombie. Elle se rencontre à 2 995 m d'altitude sur le versant Ouest de la cordillère Centrale.

## Publication originale
- Rivero & Granados-Díaz, 1990 : Nuevos Colostethus (Amphibia, Dendrobatidae) del Departamento de Cauca, Colombia Caribbean Journal of Science, vol. 25, no 3/4, p. 148-152 (texte intégral).